# Iglesia de San Adalberto (Cormons)
La iglesia arciprestal de Sant'Adalbert es la iglesia parroquial de Cormons, en la provincia y archidiócesis de Gorizia ; forma parte del decanato de Cormons .

## Historia
La construcción de la catedral se inició en 1736, según la lápida de la fachada, y, según otras fuentes, en 1756, y finalizó en 1770. La consagración de la catedral estuvo a cargo del arzobispo de Gorizia mons. Joseph Walland 7 de octubre de 1822. El 2 de junio de 1941 la catedral de Cormons fue elevada al rango de arcipreste.

## Descripción

### Fachada
La fachada, dividida en tres partes por pilastras y adornada con estatuas alojadas en nichos, que representan a la Virgen con el Niño (en el centro), Sant'Adalberto (patrón de la parroquia; a la izquierda) y San Filippo Neri (a la derecha), Está precedido por una espectacular escalera. Un alto campanario rematado en celda octogonal flanquea el ábside.

### Interno
El interior de la iglesia es de una sola nave, con seis hornacinas laterales para los altares menores.   El altar mayor presente en el presbiterio es de factura tardobarroca, presidido por un alto tabernáculo lleno de columnas que sostienen una cúpula bulbosa decorada con relieves plásticos que representan a la Virgen de la Asunción con glorias de querubines. A los lados se encuentran las estatuas de los santos Adalberto, a la izquierda, y Giacomo, a la derecha.  Los altares laterales son todos de mármol y realizados en el siglo XIX. A la izquierda se encuentra el altar dedicado al Sagrado Corazón de 1891 con un retablo moderno realizado por Castellani de Cormona; el altar de San Giuseppe es obra del escultor Novelli di Gradisca, presenta una finísima obra de mármol con incrustaciones, cuya mesa del tabernáculo, de factura barroca de la primera mitad del siglo XVIII, mientras que el retablo de la primera mitad del siglo XVIII del siglo XVIII representa la Natividad, el altar, impropiamente llamado de la Trinidad, es de estilo Imperio con mármol blanco y verde y data de 1811, con el retablo que representa a los santos Ermacora y Fortunato.   
A la derecha está el altar de San Felipe Neri, creado por el monaguillo Angelo de Cecho en 1803 con el retablo que representa a San Filippo Neri en gloria con San Valentino y Sant'Antonio Abate en primer plano; el altar de la Madonna della Cintura, construido en 1886, presenta espejos de mármol de Carrara, amarillo Verona y verde cipollino inglés, mientras que las cuatro columnas son de rojo Verzegnis; El altar de la Inmaculada Concepción, creado en 1890 por la munificencia del entonces alcalde Osvaldo Nadale, tiene un retablo que representa a la Inmaculada Concepción.   Las decoraciones de las paredes fueron terminadas en 1893 y son obra de Giuseppe Comuzzi de Údine, mientras que la bóveda de la nave y el presbiterio son de Leandro Rigo. Los primeros representan el martirio de San Adalberto y la gloria de la Virgen; los demás, los cuatro evangelistas.

## Museo Catedralicio
En la cercana Cjase da Plêf Antighe hay una pequeña colección de arte sacro, que conserva documentos, reliquias y otras obras diversas.